# プレイノ
プレイノ（英: Plano [ˈpleɪnoʊ] PLAY-noh）は、アメリカ合衆国テキサス州ダラス北郊のコリン郡とデントン郡の都市。プラーノとも表記される。2020年の国勢調査によると人口は285,494人であった。ダラス・フォートワース複合都市圏の主要都市の1つである。

## 概要
ダラス・フォートワース複合都市圏に位置し、Electronic Data Systems、J.C.ペニー、ピザハット、フリトレー、シネマーク・シアターズ、ドクターペッパーなどの有力企業本社やアルカテル・ルーセントの研究開発センターなどがある。また、カリフォルニアに本社を構えていた北米トヨタの本社も2017年にプレイノに移転している。半導体・通信などのアメリカおよび多国籍企業などが多数進出している地区は“テレコム回廊”とも呼ばれる。

## 歴史

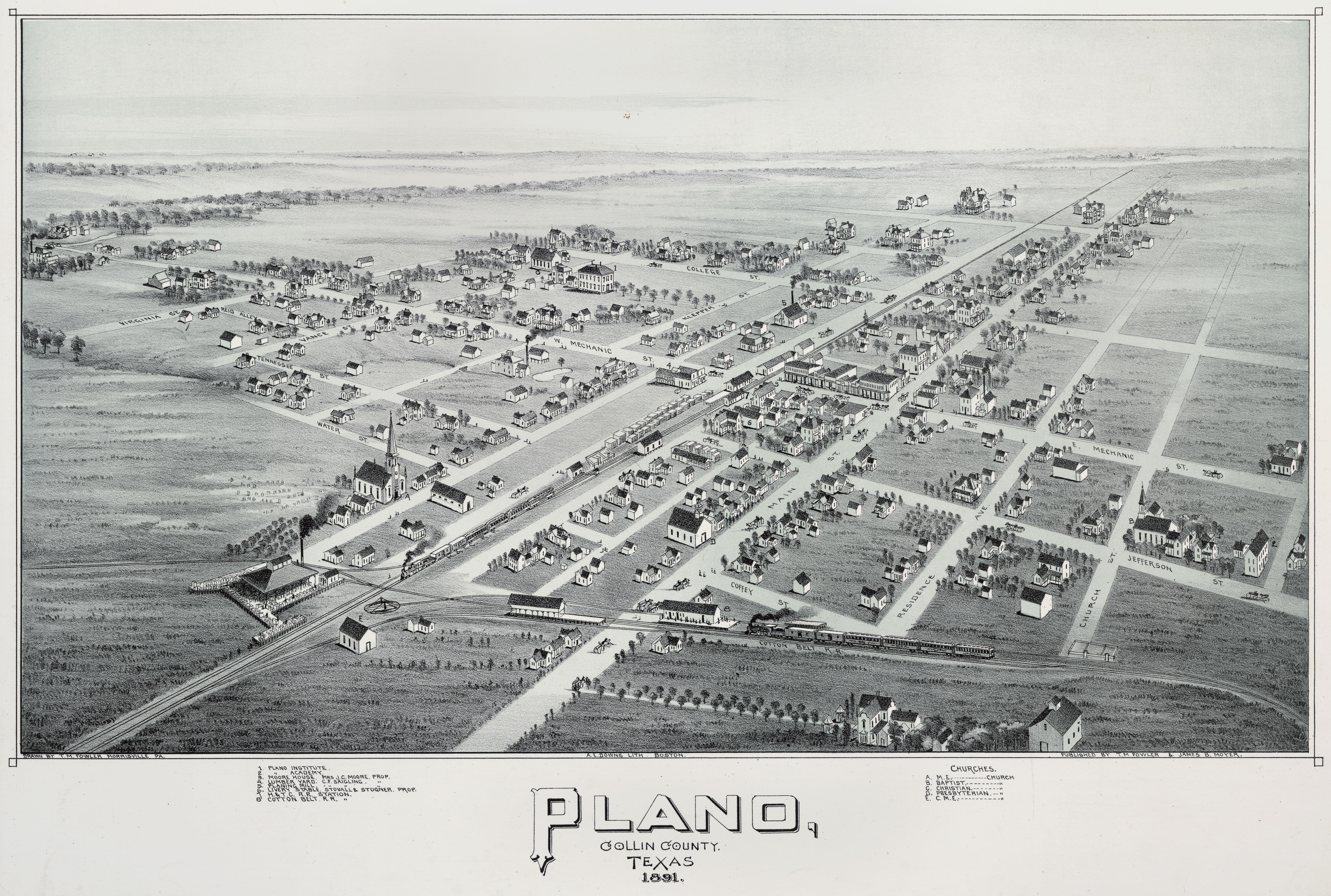
1891年のテキサス州プレイノ。ボストンのAEダウンズによるリトグラフ。TMフロウラー&ジェイムス・B・モイヤー出版。エーモン・カーター美術館所蔵。

1840年代初頭、現在のプレイノの近くにヨーロッパからの移民が入植した。製材所、製粉所、小売店などができるとより多くの人々が住むようになった。郵便局が設立され、当時の大統領ミラード・フィルモアに因んだ名前など何度か町名が却下された後、住民から変化のない、木もない地域の特徴を示すスペイン語の「フラット」を意味する言葉から「プレイノ」と名付けられた。郵便局はこの町名を認可した。
1872年、ヒューストン&セントラル・テキサス鉄道が開通するとプレイノは発展した。1873年に都市となり、1874年までに人口は500人強に増加した。1881年、商業地区が火災となり、ほとんどの建物が焼失した。1880年代、再建され、ビジネスは繁盛した。これまで私立学校しかなかったが、1881年、市がのちのプレイノ独立学区となる市立学校の運営を開始した。
人口は緩やかに増加し、1900年に1,304人、1960年に3,695人となった。1970年代、第二次世界大戦後に好景気となる。州内の多くの公共事業計画および変更により農地が減少し人口が増加した。1970年に人口は17,872人となり、1980年までに72,000人と急増した。下水設備、学校、道路が発達し、フラットな地形、格子状の区画、新たな都市計画などが人口急増に拍車をかけた。
1980年代、J.C.ペニーやフリトレーなど数多くの大企業がプレイノに本社を移転し、さらに発展していった。1990年までに人口は128,713人となり、コリン郡庁所在地であるマッキニーを越えた。1994年、オール・アメリカ・シティに認定された。2000年までに人口は222,030人となり、ダラス近郊の大都市の1つとなった。他の地方自治体に囲まれ土地の拡張はできず、プレイノ市内の未開発土地はわずかに残るのみである。しかし2012年7月、レナ―通りとジョージ・ブッシュ有料高速道路(東にシロウ通り)の交差点にターンパイク・コモンズの広大な土地開発が開始した。この開発により将来的にアパート、医療施設、レストラン、レース場、ガソリンスタンド、ホテルなどができる予定である。
1985年に建てられた178フィート(約55m)の給水塔「Plano water tower」が2010年頃から使われなくなり、2015年6月15日にレガシー・ウェストの土地確保のために取り壊された。

## 地理
アメリカ合衆国国勢調査局によると、プレイノの面積は71.6平方マイル(185.5 km2)である。ダラスのダウンタウンから約17マイル (27 km)の位置にある。
温暖湿潤気候で最高気温記録は1936年の118 °F (48 °C)である。最も寒い月は1月で、最も暑い月は7月である。最低気温記録は1930年の–7 °F (–22 °C)である。5月の平均降水量が最多となっている。

## 人口
| 人種構成                                   | 人数    | 割合   |
| ------------------------------------------ | ------- | ------ |
| 白人(ヒスパニック以外)                     | 132,194 | 46.3%  |
| 黒人またはアフリカ系アメリカ人             | 25,026  | 8.77%  |
| ネイティブ・アメリカンまたはアラスカ先住民 | 845     | 0.3%   |
| アジア人                                   | 68,738  | 24.08% |
| 太平洋諸島系                               | 133     | 0.05%  |
| その他                                     | 1,330   | 0.47%  |
| 混血                                       | 11,429  | 4.0%   |
| ラテン系アメリカ人                         | 45,799  | 16.04% |
| 計                                         | 285,494 |        |

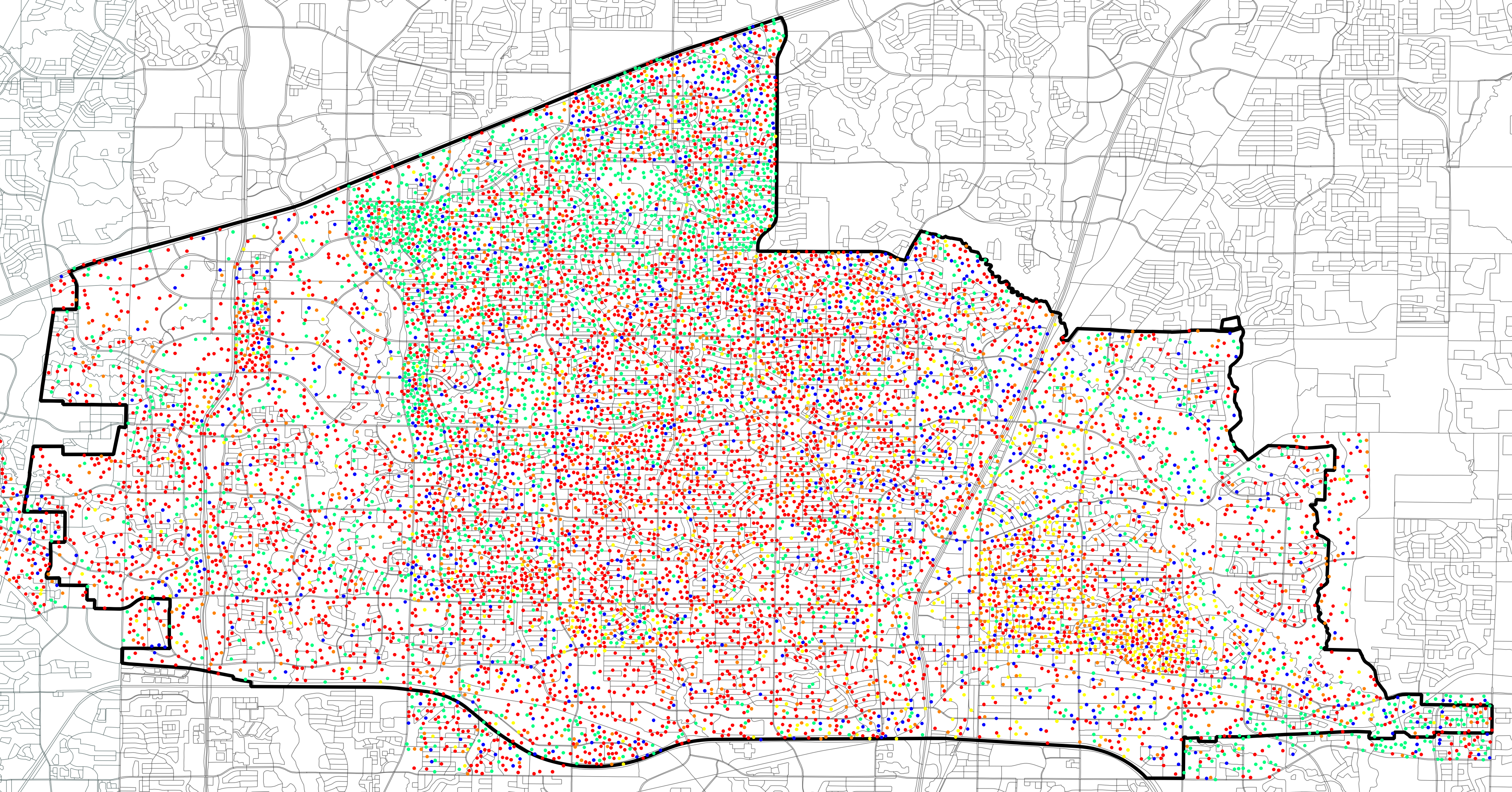
2010年の国勢調査による人種分布。25人ごとに1点が記されている。
白人
黒人
アジア人
ヒスパニック
その他

2020年の国勢調査によると、285,494人、107,320世帯、76,211家族が暮らしている。2010年の国勢調査では、259,841人、99,131世帯、69,464家族が暮らしており、2000年の80,875世帯、60,575家族から増加していた。人口密度は1平方マイル(1,400.8/km2)につき3,629.1人であった。住宅は103,672戸で、1戸につき平均密度1,448.6平方マイル(559.3/km2)となった。
2010年の人種構成は、白人67%(ヒスパニック以外58.4%)、黒人7.5%、ネイティブ・アメリカン0.36%、アジア人16.9%(インド人6.5%、中国人5.2%、ベトナム人1.2%、韓国人1.2%、フィリピン人0.6%日本人0.2%、その他1.9%)、太平洋系0.1%、その他3.86%、混血3.0%である。人口の14.7%はヒスパニックまたはラテン系 (メキシコ人10.6%、プエルトリコ人0.5%、キューバ人0.2%、その他3.5%)である。2020年、ヒスパニック以外の白人46.3%、黒人またはアフリカ系アメリカ人8.77%、ネイティブ・アメリカン0.3%、アジア人24.08%、太平洋系0.05%、その他0.47%、混血4.0%、ヒスパニックまたはラテン系16.04%であり、全米と同様に多様化してきている。
2010年、99,131世帯のうち35.8%が18歳未満の子供と暮らしている。既婚で同居している世帯が56.7%を占め、配偶者がおらず単身の女性世帯が9.7%、1人暮らしの非家族世帯が29.9%であった。全世帯の約24.4%が単身で、5.3%が単身の65歳以上であった。世帯平均人数は2.61人で、平均家族人数は3.15人であった。人口の28.7%が18歳未満、7.0%が18歳から24歳、36.5%が25歳から44歳、22.9%が45歳から64歳、4.9%が65歳以上であった。中央値年齢は34歳であった。女性100人ごとに対して男性は99.3人である。18歳以上の女性100人ごとに対して男性は97.2人である。
2007年の見積もりによると、この都市の世帯ごとの平均的な収入は$84,492であり、家族ごとの平均的な収入は$101,616であった。家族の約3.0%、人口の4.3%は貧困線以下であり、18歳未満の4.6%および65歳以上の7.8%は貧困線以下の生活を送っている。2007年、収入中央値が8万4000ドルを超え、人口250,000人を越える都市の中で全米最高となった。2010年、年間収入中央値は$103,913となった。統計によると、2006年には4人の殺人が発生し、人口250,000人を越える都市の中で全米最低となっている。
プレイノには大きなイラン系アメリカ人コミュニティがある。

### 海外生まれの住民
2000年の国勢調査による住民の出生国は、中国17%、インド9%、ベトナム4%、これら3ヶ国で30%を占める。同年、海外生まれの住民のうち22%がメキシコ出身者であった。

#### 中国系アメリカ人
ヒューストンと共に、プレイノは州内の中国系アメリカ人人口の二大都市の1つとなっている。2010年の国勢調査によると、プレイノには14,500人の中国人が住んでいた。市の人口の5.2%を占め、人口250,000人を越える都市の中で6番目に多い。中国労働者協会の執行副会長のCharlie Yueは中国人居住者の多くが国勢調査などの政治活動に参加していないとして、3万人の中国人が住んでいると見積もった。
1991年頃から中国人労働者がプレイノに移住し始めた。2011年現在、ダラス・フォートワース都市圏でケータリングを行なう中華料理店は多くがプレイノとリチャードソンにある。ダラス・フォートワース都市圏の中国文化組織の多くがプレイノとリチャードソンに本部を置いている。プレイノには6つの中国系教会があり、99レンチ・マーケットやタオ・マーケットプレイスなどの中国系スーパーマーケットもある。

## 経済

### 主要雇用主

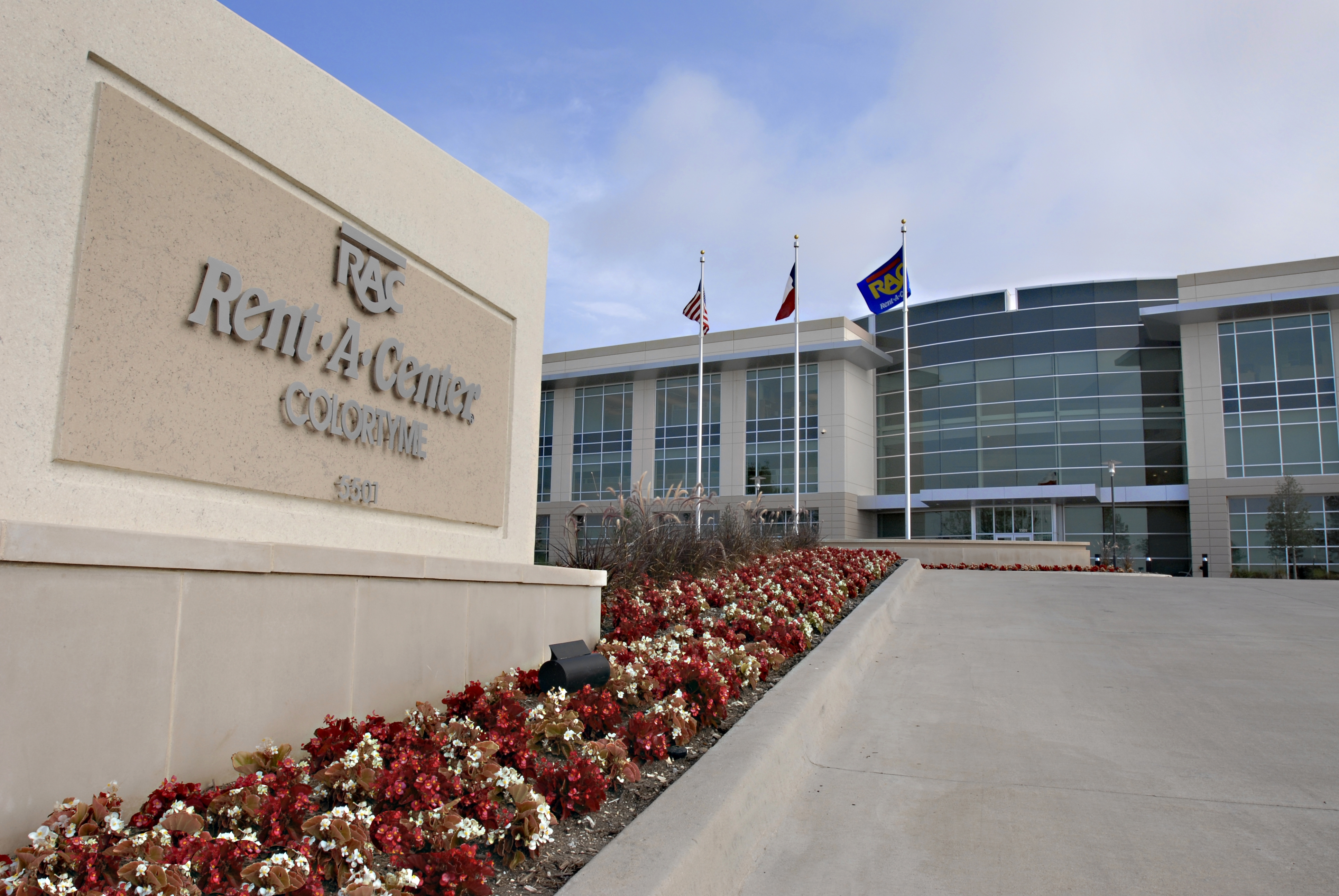
レンタセンターの本社がプレイノにある。

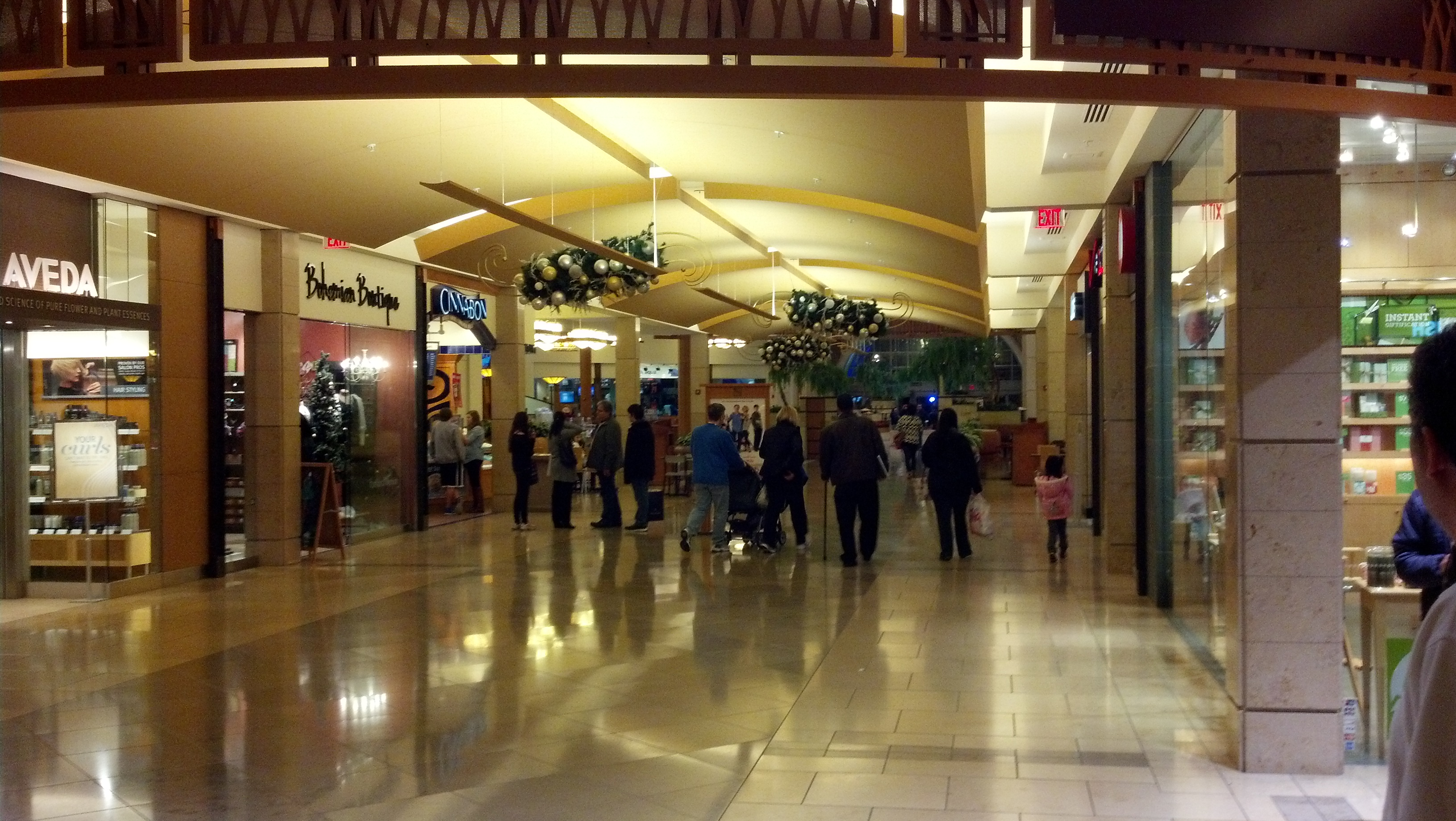
高級ショッピング・モールのショップス・アット・ウィロウ・ベンドがプレイノにある。

2017年、プレイノ経済局による主要雇用主トップ10を以下に示す
。:
| 順位 | 雇用主                                                                                 | 従業員数 |
| ---- | -------------------------------------------------------------------------------------- | -------- |
| 1    | キャピタル・ワン                                                                       | 5,500    |
| 2    | DXCテクノロジー                                                                        | 4,000    |
| 3    | バンク・オブ・アメリカ・ホーム・ローンズ                                               | 3,400    |
| 4    | リー・ビー・メディア(旧エリクソン・ブロードキャスト&メディア・サービス)                | 3,200    |
| 5    | トヨタ モーター ノース アメリカ                                                        | 2,900    |
| 6    | フリトレー                                                                             | 2,500    |
| 7    | J.C.ペニー                                                                             | 2,420    |
| 8    | NTTデータ (旧デル・システム)                                                           | 2,250    |
| 9    | テキサス・ヘルス・プレイノ(旧テキサス・ヘルス・プレスビタリアン・ホスピタル・プレイノ) | 1,680    |
| 10   | メディカル・シティ・プレイノ(旧メディカル・センター・オブ・プレイノ)                   | 1,600    |

ダラスに近く、多くの企業の本社がプレイノにあるため、プレイノ訪問者の80%が仕事関係者である。市が所有および操業するコンベンション・センターもある。売上税のためにダウンタウンやレガシー・ウェストに小売店を誘致する努力をしている。ショップス・アット・ウィロウ・ベンドとショップス・アット・レガシーの2つのショッピング・モールがある。2019年にコリン・クリーク・モールは閉鎖され、アパート、店舗、レストランがニューアーバニズムを念頭に建設された。実験的豪華版ウォルマートがパーク・ブールヴァ―ドとダラス北有料道路の交差点にある。

### 主要な企業の本社
国内最大かつ最も知られる複数の企業がプレイノを本拠地としている。レガシー・ドライヴのプレストン通りとダラス北有料道路の間の郵便番号75024の区域に多くの企業が集まっている。フォーチュン1000より、プレイノに本社または主要な支社を置く企業を以下に示す。:
- アット・ホーム（英語版）
- ビール・バンク（英語版）
- クッキーズ・バイ・デザイン（英語版）
- シネマーク・シアターズ
- クロスマーク（英語版）
- デンバリー・リソース（英語版）
- ダイオード・インコーポレイテッド（英語版）
- フェデックス・オフィス
- フォゴ・デ・チャオ（英語版）[32]
- フリトレー
- ヒルティ・ノース・アメリカ
- ファーウェイ・デバイスUSA[33]
- J.C.ペニー
- メイン・イベント・エンタテイメント（英語版）
- NTTデータ・サービス
- ピザハット
- プレスマン・トイ・コーポレーション（英語版）
- レンタセンター（英語版）
- リボン・コミュニケーションズ（英語版）
- ロボット・エンタテイメント（英語版）[34]
- シーメンス・デジタル・インダストリーズ・ソフトウェア（英語版）
- トヨタ モーター ノース アメリカ
- タイラー・テクノロジーズ[35]
- ゾエズ・キッチン（英語版）

2014年、トヨタ モーター ノース アメリカはアメリカ本社をカリフォルニア州トーランスからプレイノに移転することを発表した。2015年、リバティ・ミューチュアルはトヨタの東に数ブロックの所に新たな支社の建設および地元から5千人の雇用を発表した。2016年1月、JPモルガン・チェースとファニー・メイは支社をプレイノに移し、地元から合わせて7千人の雇用を発表した。

## 芸術および文化
プレイノ市立図書館システムはWOハガード・ジュニア図書館、マリベルMデイビス図書館、グラディス・ハリントン図書館、クリストファーAパー図書館、LERシメルプフェニグ図書館、市立参考図書館で構成されている。ハガード図書館にはシステムの管理事務所がある。
プレイノ・シンフォニー・オーケストラは市から一部資金提供を受け、聖アンドリュー・ユナイテッド・メソディスト・チャーチおよびリチャードソン近くのチャールズWアイズマン・センター・フォー・パフォーミング・アーツで定期的に演奏している。

### 歴史的名所
- テキサス電気路面電車プレイノ駅（英語版）(1908年)
- ヘリテージ・ファームステッド・ミュージアム（英語版）(1891年)

## 公園およびレクリエーション

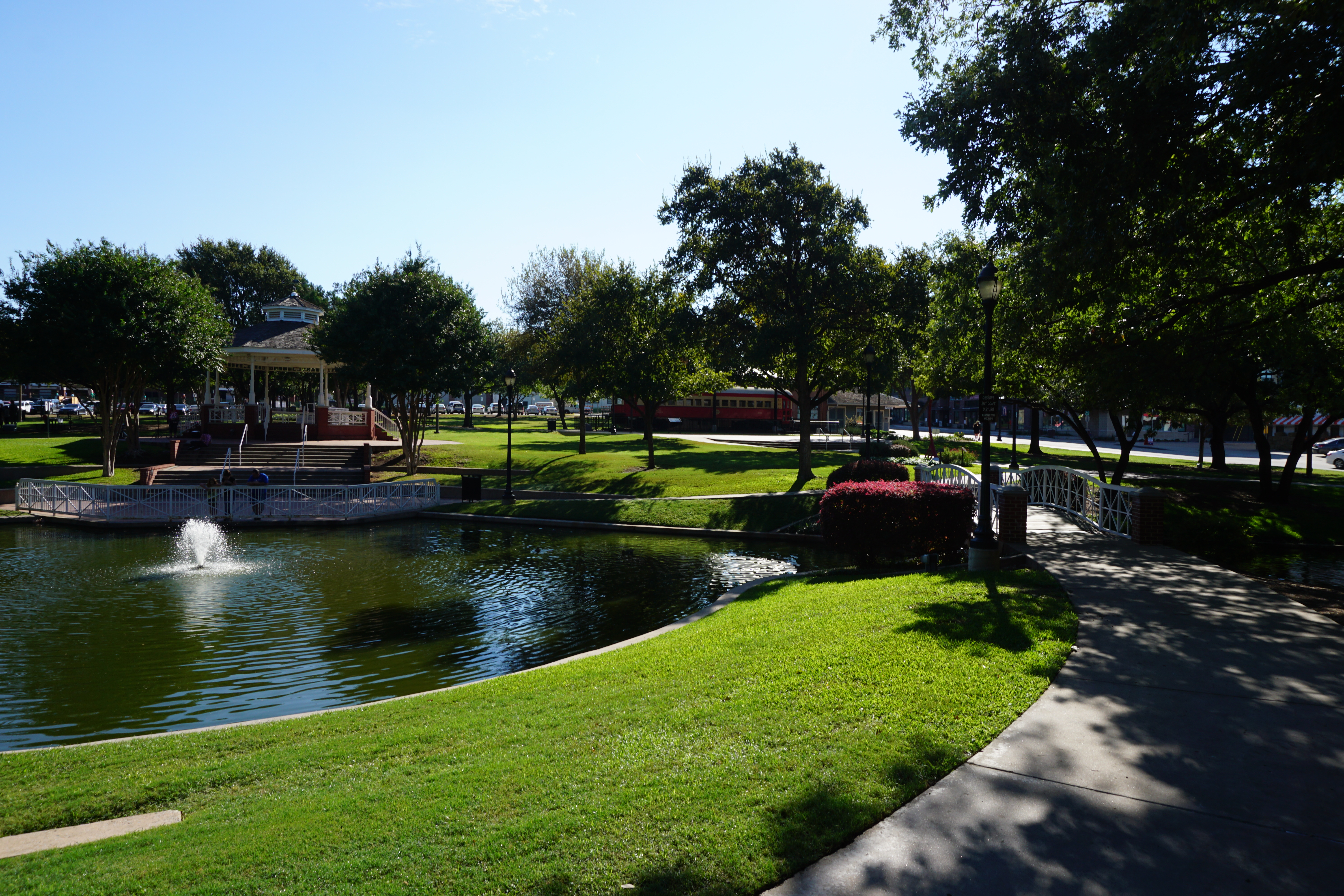
2015年10月、ハガード・パーク

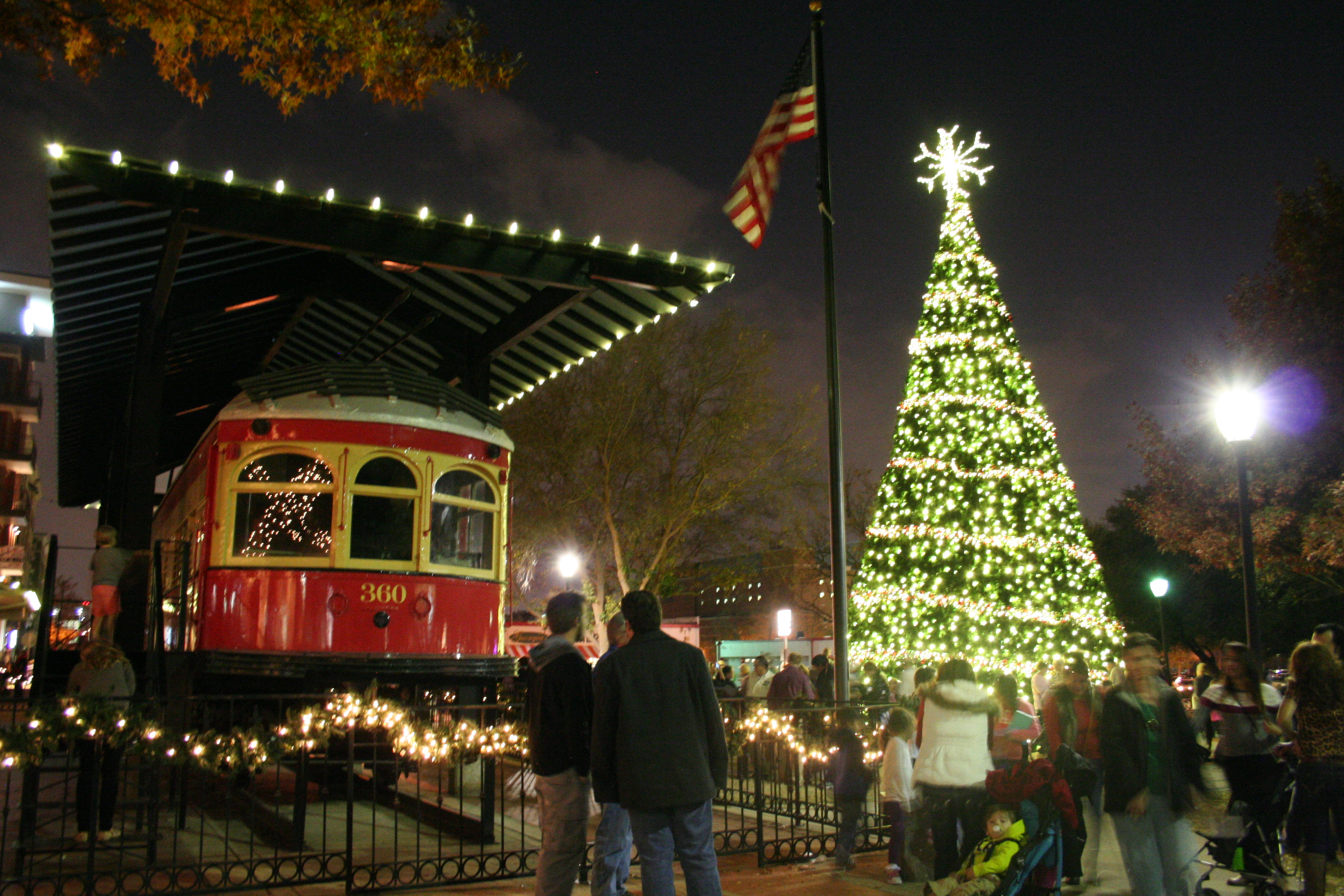
2014年、ディッケンズ・イン・ダウンタウンのツリー・ライトニング

プレイノはその平らな平原に因み名付けられたが、市内の多くの公園に高い木々が多く植えられている。例えば東部のロウレット・クリーク近くのボブ・ウッドラフ公園にある木は樹齢200年以上と考えられている。
ヴァシル・レフスキ記念池がある200エーカーのアーバー・ヒルズ自然保護区、800エーカーのオーク・ポイント自然保護公園と公開されている保護区が2箇所ある。ボブ・ウッドラフ公園とオーク・ポイント自然保護公園は自転車用トレイルで繋がっており、合わせると緑地帯としてはニューヨークの840エーカーのセントラル・パークより広い。ジップラインやターザン・スウィングなどのアウトドア・アクティビティのある家族向けのゴー・エイプがオーク・ポイント自然保護公園にある。毎年9月にプレイノ・バルーン・フェスティバルがオーク・ポイント自然保護公園で開催される。毎年5月には他のオープン・スペースであるハガード・パークにてプレイノ・アジアフェストが開催される。プレイノ公園局が管理する土地は合計3,830.81エーカーとなる。プレイノ・マスター・プランが完成すると4,092.63エーカーとなる。
トム・ミューレンベック・レクリエーション・センター、カーペンター・パーク・レクリエーション・センター、オーク・ポイント・レクリエーション・センター、リバティ・レクリエーション・センター、ダグラス・コミュニティ・センターの5箇所のレクリエーション・センターがある。カーペンター・パーク・レクリエーション・センター、オーク・ポイント・レクリエーション・センター、トム・ミューレンベック・レクリエーション・センターには屋内プール、リバティ・レクリエーション・センターには屋外プールがある。プレイノ・シニア・レクリエーション・センターは高齢者向けのリクレーション・センターである。プレイノ公園レクリエーション局はハリー・ロウリンソン・コミュニティ・プール、ジャック・カーター・プール、プレイノ・アクアティック・センターの3つのプールを所有している。ジャック・カーター・プールは屋外プールで、ハリー・ロウリンソン・コミュニティ・プールとプレイノ・アクアティック・センターは屋内プールである。ダグラス・コミュニティ・センターにはボーイズ・アンド・ガールズ・クラブのコリン郡支部がある。ジャック・カーター、ボブ・ウッドラフ、ウィンドヘイヴン・ミードウズ・パークにはドッグ・パークがある。
プレイノ市はコートヤード・シアター、コックス・プレイハウス、オーク・ポイント・アンフィシアター、マコール・プラザの4つの舞台施設と、カンファレンス・センターであるオーク・ポイント・パーク・ネイチャー&リトリート・センターを所有および操業している。

## 政府

### 市政

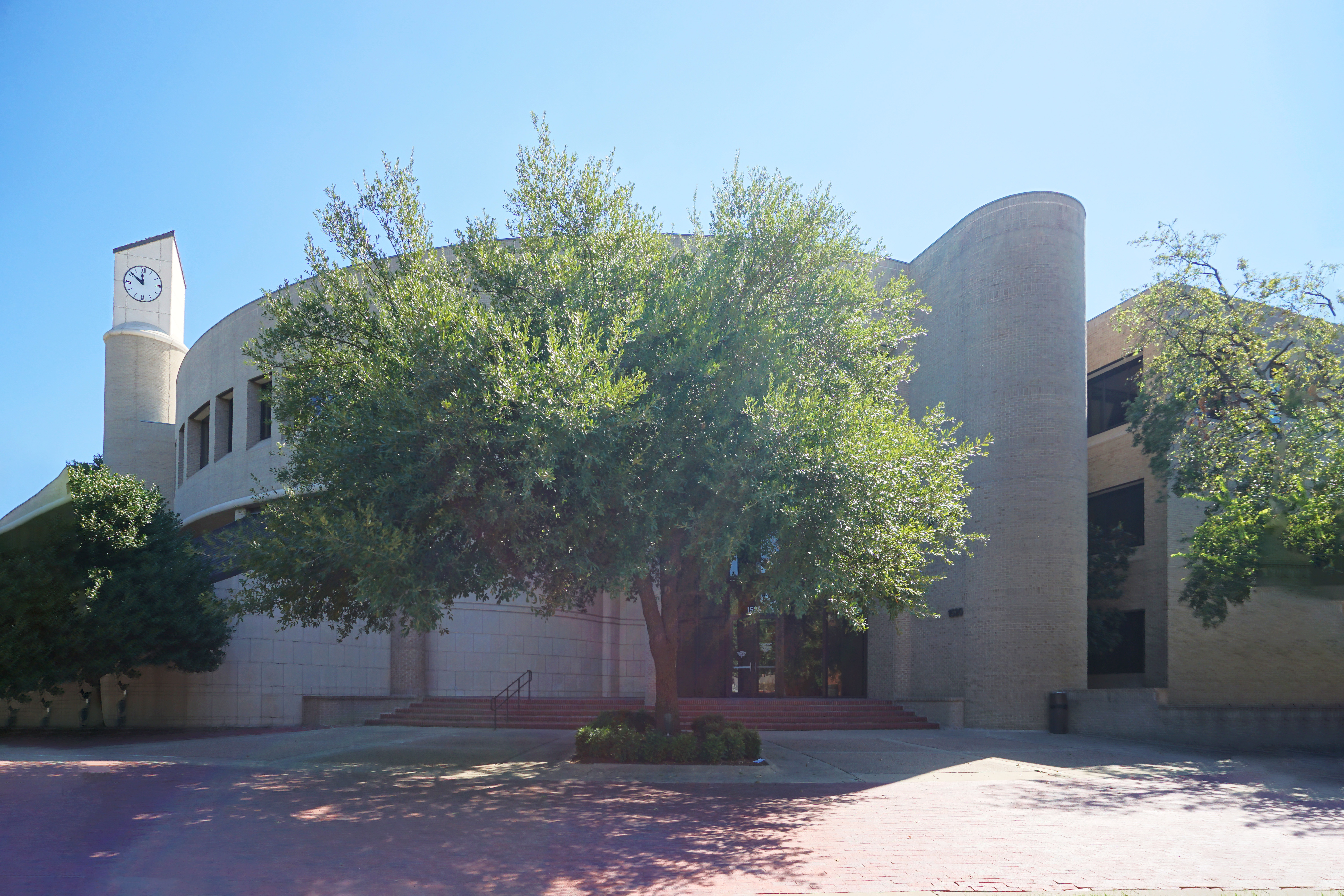
2015年10月、市民センター

政策を定める市議会と、市の運営に責任を持つシティ・マネージャーからなるシティー・マネージャー制を採用している。プレイノ市議会は奇数年の5月に党に関わらず選ばれた8人の議員からなる。議員と市長は市全体から選出され責任を果たす。1区から4区の議員はその地区に居住せねばならず、市長は常に6区で勤務する。市長は年間$8,400、各議員は$6,000の俸給を受ける。
市長を含む全ての議員は最長4年2期務めることができる。2011年に変更が選挙で承認されるまでは最長3年3期であった。
2013年に選出された第38代プレイノ市長は実業家のハリー・ラロジリアでプレイノ初のアフリカ系アメリカ人市長となった。1990年に、プレイノ初のアフリカ系アメリカ人議員としてデイヴィッド・ペリーを選出した。
2014年12月8日、市議会は性的指向と性自認などを保護する公民権修正案を可決した。
2008年の年次包括財務報告書において、プレイノは1億9,400万ドルの歳入、2億1,200万ドルの支出、2億7,800万ドルの総資産、3,140万ドルの総負債、3億3,700万ドルの現金および出資があることを報告した。
ノース・セントラル・テキサス自治体評議会の有志会員で、個々および集合体の自治体を調整し、地域の問題解決を促進し、不必要な重複を排除し、共同決定を可能にすることにある。

### 政治
ダラス郊外の裕福な北部は共和党支持者が多く、2005年、ベイ・エリア投票研究センターはプレイノを全米で5番目に保守的な都市に位置づけた。2016年にドナルド・トランプが僅差で当選して以降、住民の多様化により全米選挙の競争が増し、民主党に移行してきている。2018年の中間選挙において、プレイノでの票数はベト・オルークがテッド・クルーズを上回り、21世紀の州内の選挙においてプレイノ初の民主党候補者優位となった。2020年、ジョー・バイデンがプレイノではさらなる大差で優位となった。しかし地方選挙や州選挙においてはまだ共和党寄りで、2018年には共和党のグレッグ・アボット現職知事優位、2018年と2020年には州下院と州上院に共和党が僅差で優位となった。

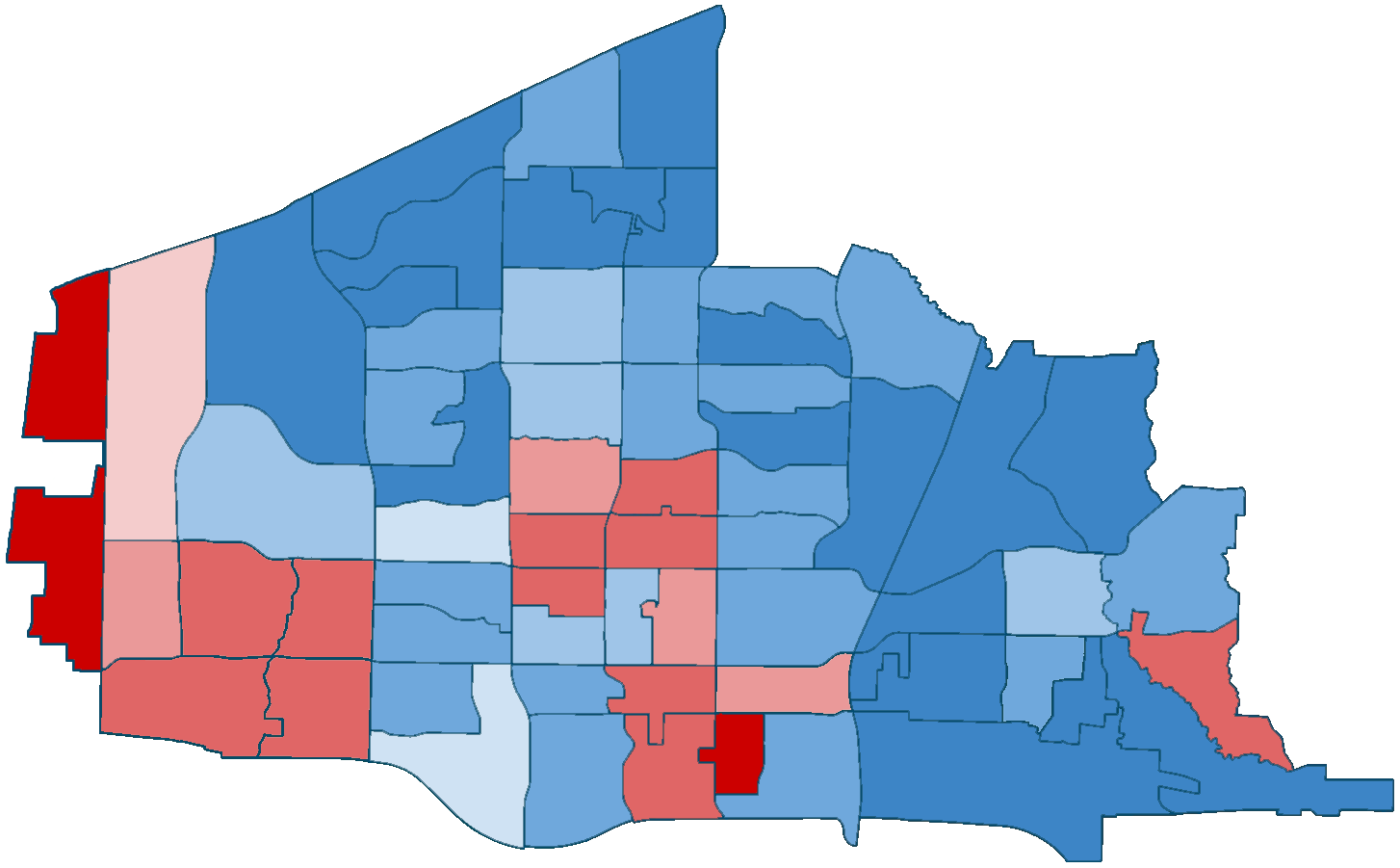
2020年、大統領選挙における選挙区ごとの有意差
バイデン
<1.00%
>1.00%
>5.00%
>15.00%
トランプ
<1.00%
>1.00%
>5.00%
>15.00%

| バイデン <1.00% >1.00% >5.00% >15.00% | トランプ <1.00% >1.00% >5.00% >15.00% |  |

| 年   | 民主党        | 共和党        | 第三政党    |
| ---- | ------------- | ------------- | ----------- |
| 2020 | 53.50% 72,736 | 44.75% 60,840 | 1.76% 2,389 |
| 2016 | 45.31% 49,522 | 50.12% 54,784 | 4.56% 4,988 |
| 2012 | 37.44% 37,435 | 60.74% 60,733 | 1.82% 1,817 |
| 2008 | 39.70% 42,441 | 59.11% 63,193 | 1.19% 1,280 |
| 2004 | 31.07% 30,387 | 68.06% 66,562 | 0.87% 852   |
| 2000 | 25.65% 20,888 | 71.78% 58,447 | 2.57% 2,093 |

| 年   | 民主党        | 共和党        | 第三政党    |
| ---- | ------------- | ------------- | ----------- |
| 2018 | 52.35% 55,804 | 46.85% 49,941 | 0.81% 859   |
| 2012 | 36.94% 35,813 | 60.01% 58,183 | 3.06% 2,963 |
| 2006 | 28.75% 15,040 | 68.91% 36,047 | 2.34% 1,225 |
| 2000 | 18.22% 14,634 | 79.29% 63,674 | 2.49% 1,999 |

| 年   | 民主党        | 共和党        | 第三政党    |
| ---- | ------------- | ------------- | ----------- |
| 2020 | 48.86% 65,024 | 48.87% 65,039 | 2.26% 3,013 |
| 2014 | 31.65% 18,134 | 64.63% 37,028 | 3.72% 2,131 |
| 2008 | 35.79% 36,916 | 61.81% 63,753 | 2.40% 2,480 |
| 2002 | 30.55% 17,156 | 68.45% 38,441 | 1.01% 566   |

| 年   | 民主党        | 共和党        | 第三政党      |
| ---- | ------------- | ------------- | ------------- |
| 2018 | 44.43% 46,993 | 53.67% 56,757 | 1.90% 2,008   |
| 2014 | 37.03% 21,331 | 61.57% 35,461 | 1.72% 991     |
| 2010 | 35.62% 18,992 | 61.71% 32,904 | 2.67% 1,427   |
| 2006 | 26.11% 13,828 | 47.15% 24,970 | 26.74% 14,164 |
| 2002 | 25.07% 14,294 | 73.52% 41,910 | 1.93% 1,102   |

2014年、市議会はゲイ、レズビアン、トランスジェンダーへの反差別を含む、平等権の拡大を可決した。この条例について、リバティ・インスティテュートなど複数の保守派グループが憤慨し、事業主らの宗教権を侵害するとして異議を唱えた。ヒューマン・ライツ・キャンペーンなど多くの人権団体は、トランスジェンダーが自認する性のトイレや更衣室を使用できるという項目が含まれていないことから、守る意味がないとして条例に賛同しなかった。

### 州下院
プレイノは州下院の第66区と第67区に分けられ、州上院の第8区となっている。
2013年より、共和党のマット・シャヒーンが州下院第66区、共和党のジェフ・リーチが州下院第67区の代議士を務めている。共和党のアンジェラ・パクストンが州上院第8区の代議士となっている。

### 連邦下院議員
2019年より、共和党下院議員のヴァン・テイラーがテキサス第3区の代議士を務めている。また共和党のテッド・クルーズとジョン・コーニンがアメリカ合衆国上院議員となっている。

## 教育

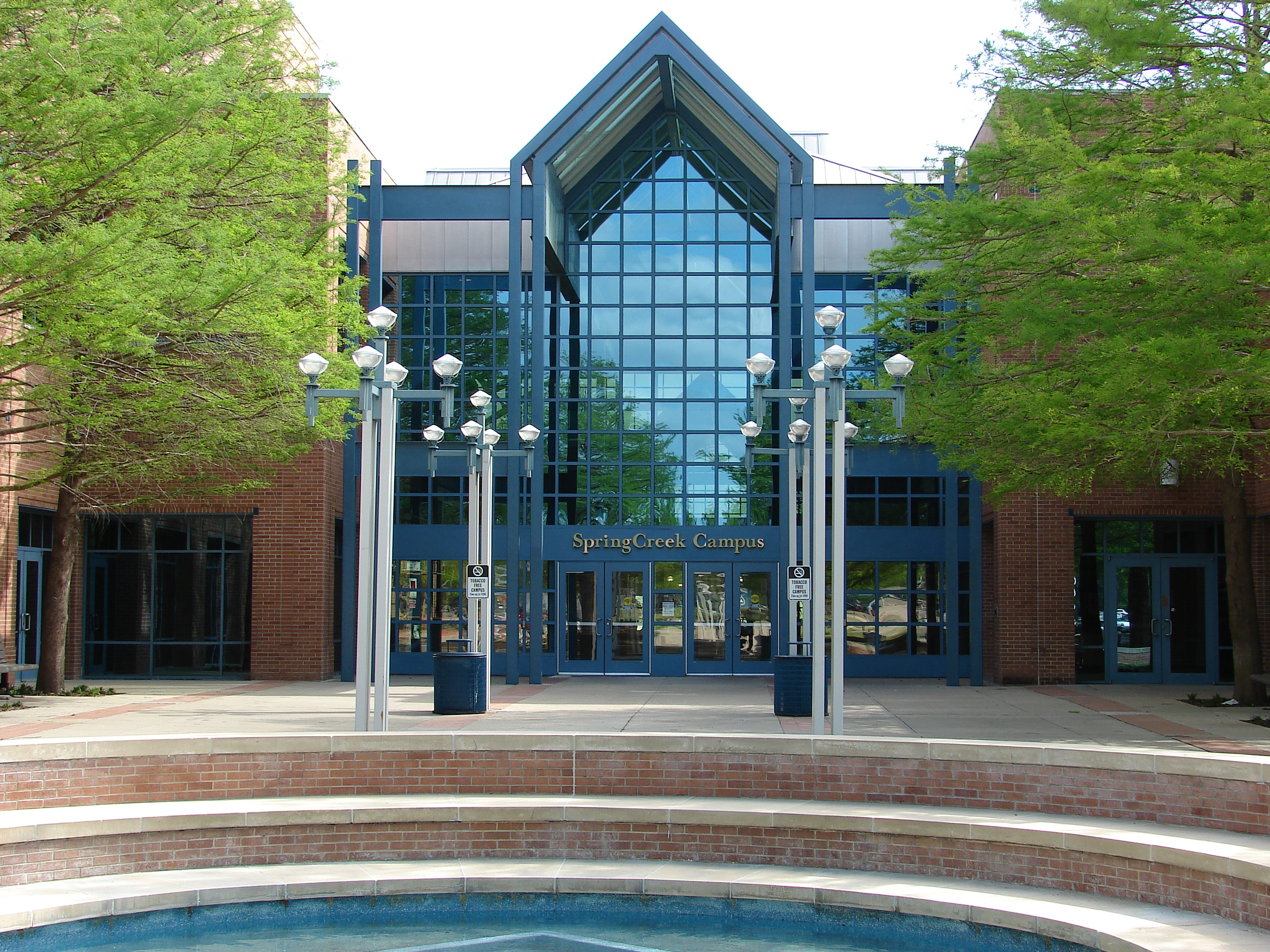
プレイノにあるコリン・カレッジのスプリング・クリーク・キャンパスの入口

公立学校70校、私立学校16校、コリン郡コミュニティ・カレッジのキャンパス2箇所がある。

### 初等教育
プレイノ独立学区は市のほぼ全域をカバーしている。過去数十年、入学者は劇的に増加している。9年生から10年生がハイスクール、11年生から12年生がシニア・ハイスクールと、プレイノは独自の高校システムを採用している。学区内にプレイノ・イースト・シニア・ハイスクール、プレイノ・シニア・ハイスクール、プレイノ・ウエスト・シニア・ハイスクールの3校のシニア・ハイスクールがある。プレイノのごく一部はルイスビル独立学区、フリスコ独立学区、アレン独立学区の管轄となっている。
プレイノの学校は同等の他の地区よりも卒業率が高い。2010年、プレイノ独立学区の生徒の93%が高校を卒業しており、ダラス独立学区よりも18%多い。2012年、プレイノ独立学区は128人のシニアがナショナル・メリットの候補者となったことを発表した。
富裕層地区と指定された学区は固定資産税の一部を他の学区に譲渡することを義務づける、州の「ロビンフッド」法により、プレイノは12億ドルを他の学区に譲渡している。2008年、プレイノ独立学区は8,600万ドルを譲渡した。ガーランド独立学区などの富裕層地区でない学区の教師の給料が、「ロビンフッド」法適用の富裕層地区の教師の給料を上回ったため議論となった。
2013年度、プレイノ独立学区はSTEM教育にメディア学を加えたSTEAM教育に特化したプレイノISDアカデミー・ハイスクールや保健科学に特化した4年制のアカデミー・ハイスクールを2校開校した。またプレイノ・イースト・シニア・ハイスクールにて、現行の国際バカロレアのプログラムを修正して1年生と2年生が参加できるようにした。
プレイノにはローマ・カトリック・ダラス教区が操業するカトリック小中学校のジョン・ポール2世ハイスクールがある。カトリックでない私立学校はグレート・レイク・アカデミー、スプリング・クリーク・アカデミー、ヨークタウン・エデュケーション、プレストンウッド・クリスチャン・アカデミーである。コラム・デオ・アカデミーのコリン郡キャンパスがプレイノにある。

### カレッジおよび大学
プレイノにはコリン・カレッジのキャンパスがプレストン・パーク・ブールヴァードのコートヤード・センター、ジュピター通りとスプリング・クリーク・パークウェイの交差点にあるより規模が大きいプレイノ・キャンパスの2箇所ある。ダラス・バプティスト大学のサテライト・キャンパスであるDBUノースがプレイノ西部にあり、学部と大学院のコースがあり、入学案内とカウンセリングのオフィスがある。

## インフラ

### 公共交通機関

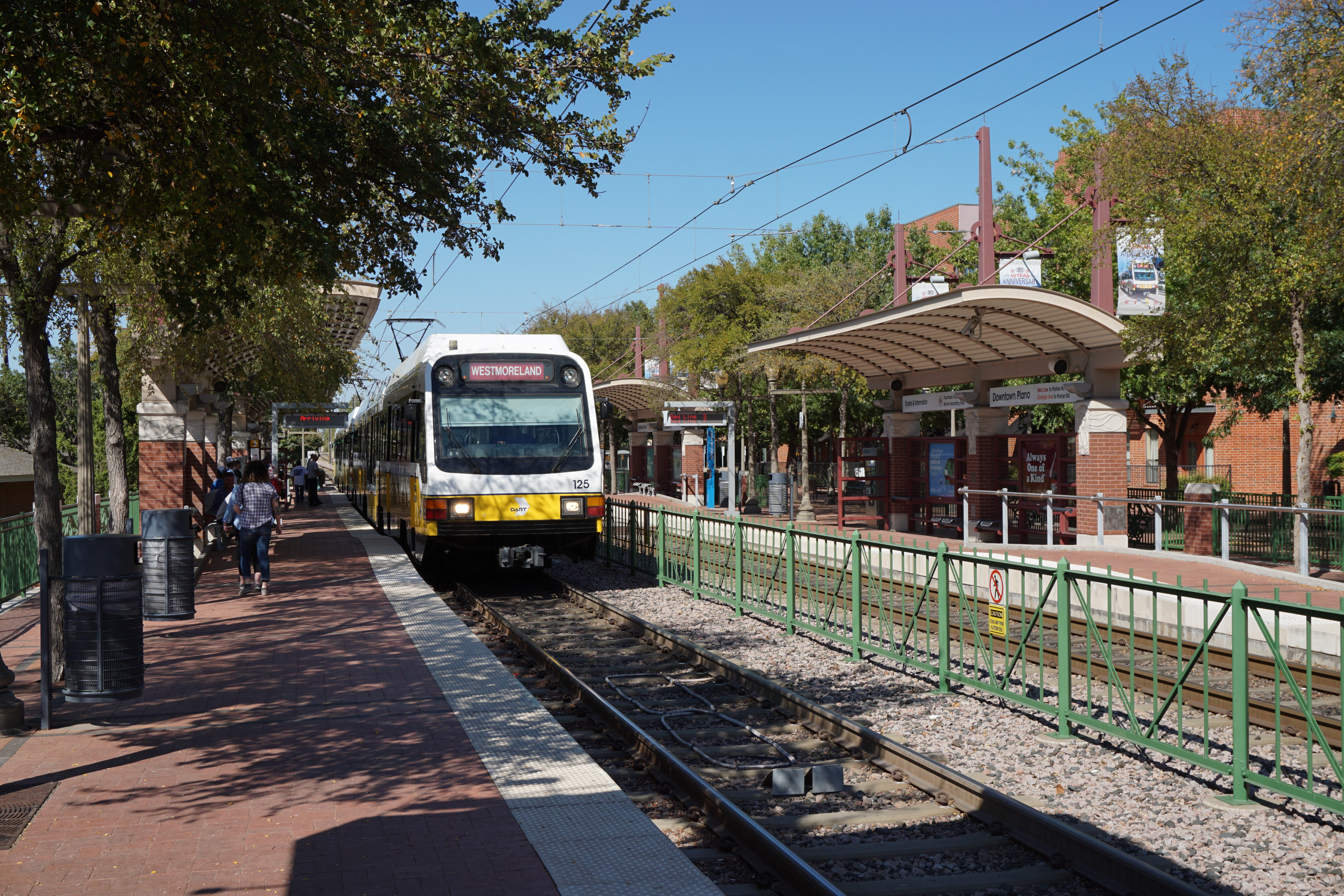
DARTレッドラインのプレイノ・ダウンタウン駅

プレイノはDART(ダート)と呼ばれるダラス高速運輸公社が通るダラス郊外12都市の1つである。DART設立当初、バス路線はあまり通っていなかったが、2002年、DARTライトレールのレッドライン計画によりダラス地域への通勤手段となるべくプレイノ・ダウンタウン駅、パーカー通り駅が開業した。オレンジラインも平日の混雑する時間帯に同じルートを通過する。
2025年にはDARTが運営する通勤鉄道のシルバーラインが開業予定でダラス・フォートワース空港ターミナルB駅とプレイノのシロ・ロード駅を結ぶ路線となり、途中のリチャードソンでレッドライン/オレンジラインに、キャロルトンでグリーンラインに接続される。
プレイノの人口の約1%がDARTを使用している。2012年4月2日から2014年4月3日までパーカー通り駅はフェア・シェア・パーキング構想の一環で、市民以外の駐車場利用料が有料であった。鉄道路線以外にも、DARTのパークアンドライドバス施設がプレイノにジャック・ハッチェル・トランジット・センター、ノースウエスト・プレイノ・パークアンドライドの2箇所ある。
プレイノは道路システムのとある基本計画を採用したコリン郡初の都市である。複数のレーンを使用し、高速道路が主要道に分類され、一般的に40 mph (64 km/h)の制限速度がプレストン通り北部では55 mph (89 km/h)に上げられることもある。プレイノには複数の主要な車道や高速道路がある。プレイノ中部は東に国道75号線、西にダラス北有料道路、南にジョージ・ブッシュ大統領有料道路(州道190号線、コイト通りの東)、北にサム・レイバーン有料道路(州道121号線)に囲まれている。プレストン通り(州道289号)が主要な幹線道である。プレイノは州間高速道路のない都市で最大のものとなっている。
2010年12月、パーカー通りと国道75号線に新たなインターチェンジがオープンした。州内でほぼ初めての一点集中型インターチェンジである。インターチェンジでの渋滞を減らす目的で設計され、渋滞を50から75%減らした報告がある。
プレイノはダラス・フォートワース国際空港の北西約30マイル(約50km)に位置し、プレイノの住民および訪問者の主要な空港となっている。

### 消防局
プレイノ消防局には消防署13箇所にフルタイムの消防士386人が勤務している。

### 警察署
プレイノ市警はエド・ドレイン署長が率いる主要な公式の警察機関である。正規警察官414人、フルタイムの軍属178人、パートタイムの軍属79人が所属している。北テキサス犯罪委員会に所属し、犯罪抑止に務めている。

### 水道局
プレイノはワイリーに本部のある北テキサス市営水道局に加盟している。ラヴォン湖が地域の主な原水源となっている。プレイノの配水システムの詳細を以下に示す。:
- 給水塔10塔
- 地上貯水槽12槽
- 貯水量5,450万ガロン
- ポンプ場5箇所
- 1日当たりのポンプ量2億2,500万ガロン
- 水道管1,080マイル
- メーター数65,965

## 著名な出身者
- ケリン・アコスタ - サッカー選手
- アニューシャ・アンサリ - プロデア・システムズ創業者、最高経営責任者
- ブライン・アップリル - 声優
- ランス・アームストロング - 自転車競技選手[73]
- ジェイク・アリエータ - プロ野球選手
- ローラ・ベイリー - 声優
- アンドリュー・ビール - ビール銀行創設者兼会長
- マット・ボーン - プロレスラー
- イヴ・シャロム - アイスダンサー
- フレッド・カプルス - プロゴルファー[74]
- チェイス・クロフォード - 俳優[75]
- クリストファー・ディーン - アイスダンサー
- チャド・ディアリング - サッカー選手
- ケントン・デューティ - 俳優[76]
- マシュー・ゲイツ - アイスダンサー
- アンバー・グレン - フィギュアスケート選手
- CH・グリーンブラット - 脚本家
- ボブ・グッチョーネ - 出版者[77]
- ブラッド・ホーキンス - 俳優
- ジョン・ヘリントン - 宇宙飛行士
- ジョン・ベンジャミン・ヒッキー - 俳優
- マイケル・アービン - フットボール選手
- キング・モー - プロレスラー
- ペール・リンドストランド - 航空エンジニア、パイロット、冒険家
- ワレリー・リューキン - 体操コーチ
- ナスティア・リューキン - 体操選手[78]
- ケヴィン・マクヘイル - 俳優[79]
- ビリー・マッキニー - 野球選手
- スコット・ミシュロウィック - 俳優
- タクズワ・ングウェニア - ラグビー選手
- ハンター・パリッシュ - 俳優[80]
- キートン・パークス - サッカー選手
- キャンディス・パットン - 女優
- ロス・ペロー - 実業家、政治家
- ジュリアス・ランドル - バスケット選手
- キーナン・ロビンソン - フットボール選手
- キャメロン・ラップ - 野球選手
- ボズ・スキャッグス - ミュージシャン[81][82]
- L・スプレイグ・ディ・キャンプ - ファンタジー作家
- テイラー・トンプソン - アメフト選手
- T・J・サイン - 俳優
- アラン・テュディック - 俳優[83]
- マイケル・ユーリー - 俳優[84]

## 姉妹都市
プレイノの姉妹都市を以下に示す。:
- サン・ペドロ・ガルサ・ガルシア、メキシコ (1995年)
- 新竹市、台湾 (2003年)

かつてカナダのブランプトンも姉妹都市であったが、2018年に終了した。